# Donald Wills Douglas
Donald Wills Douglas, Sr. (Brooklyn, 6 de Abril de 1892 — Palm Springs, 1 de Fevereiro de 1981) foi um industrialista de aviões estadunidense.
Fundou a Douglas Aircraft Company em 1921 (mais tarde a companhia se tornou McDonnell Douglas).